# Skupština Republike Kosovo
Skupština Republike Kosovo (Kuvendi i Republikës së Kosovës) je najviša zakonodavna institucija Republike Kosovo. Skupština ima 120 poslanika, od toga, 100 se bira neposredno na izborima dok je 20 mjesta rezervirano za nacionalne manjine s Kosova.
- 10 poslaničkih mjesta za Srbe
- 4 poslanička mjesta za Rome, Aškalije i Egipćane
- 3 poslanička mjesta za Bošnjake
- 2 poslaničkih mjesta za Turke
- 1 poslaničko mjesto za Gorance

## Vanjske poveznice
- Službena stranica na srpskom